# Tur (województwo kujawsko-pomorskie)

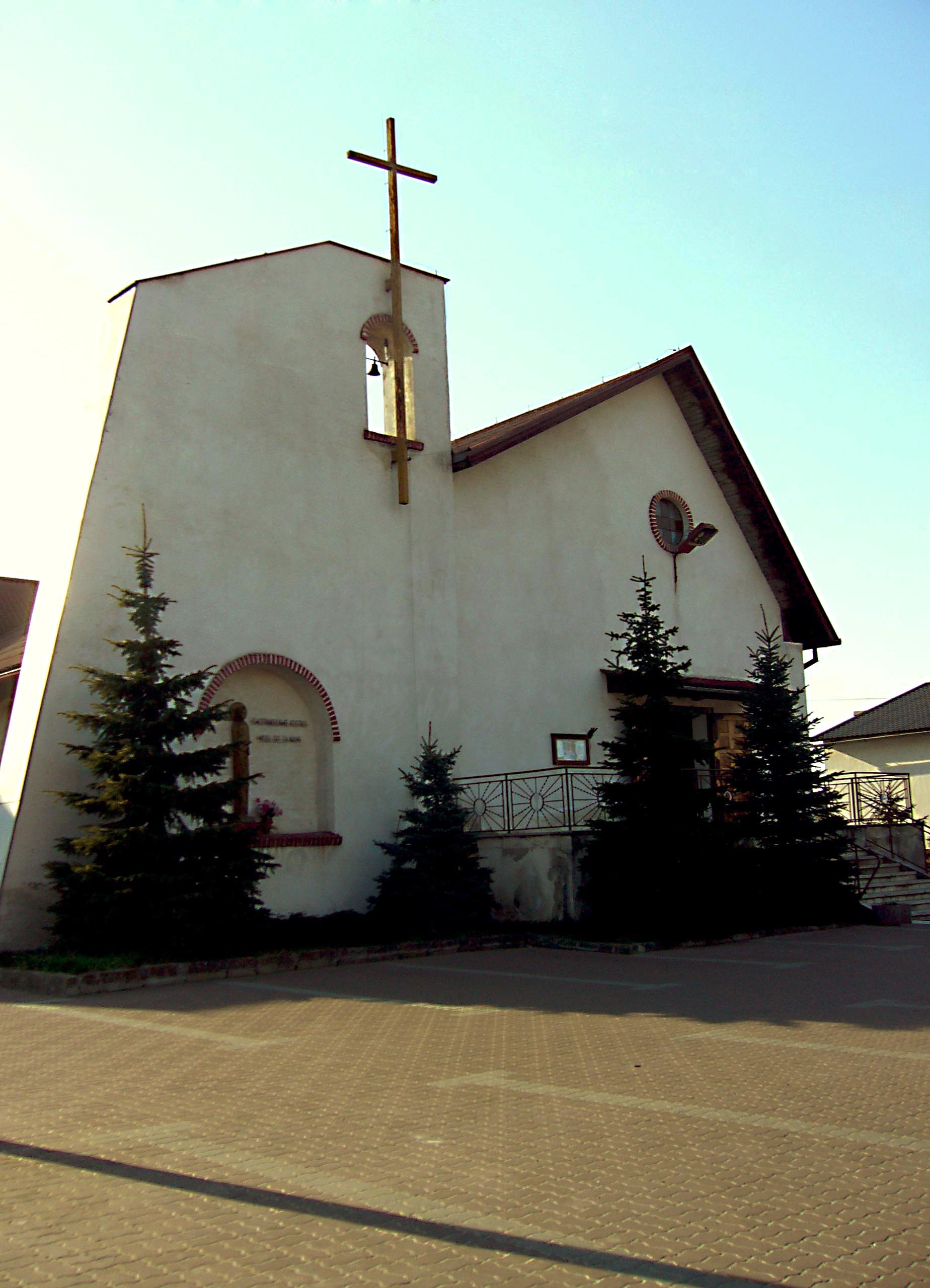
Kościół pw. św. Stanisława Kostki

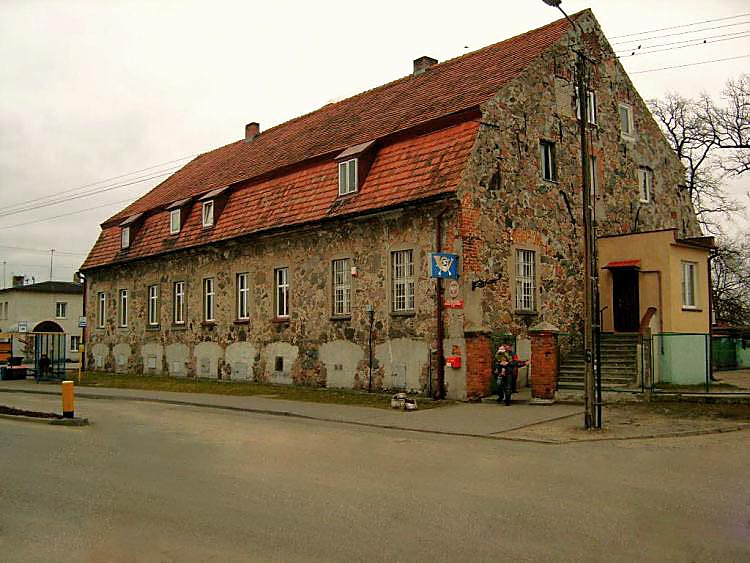
Poczta przy ul. Bydgoskiej

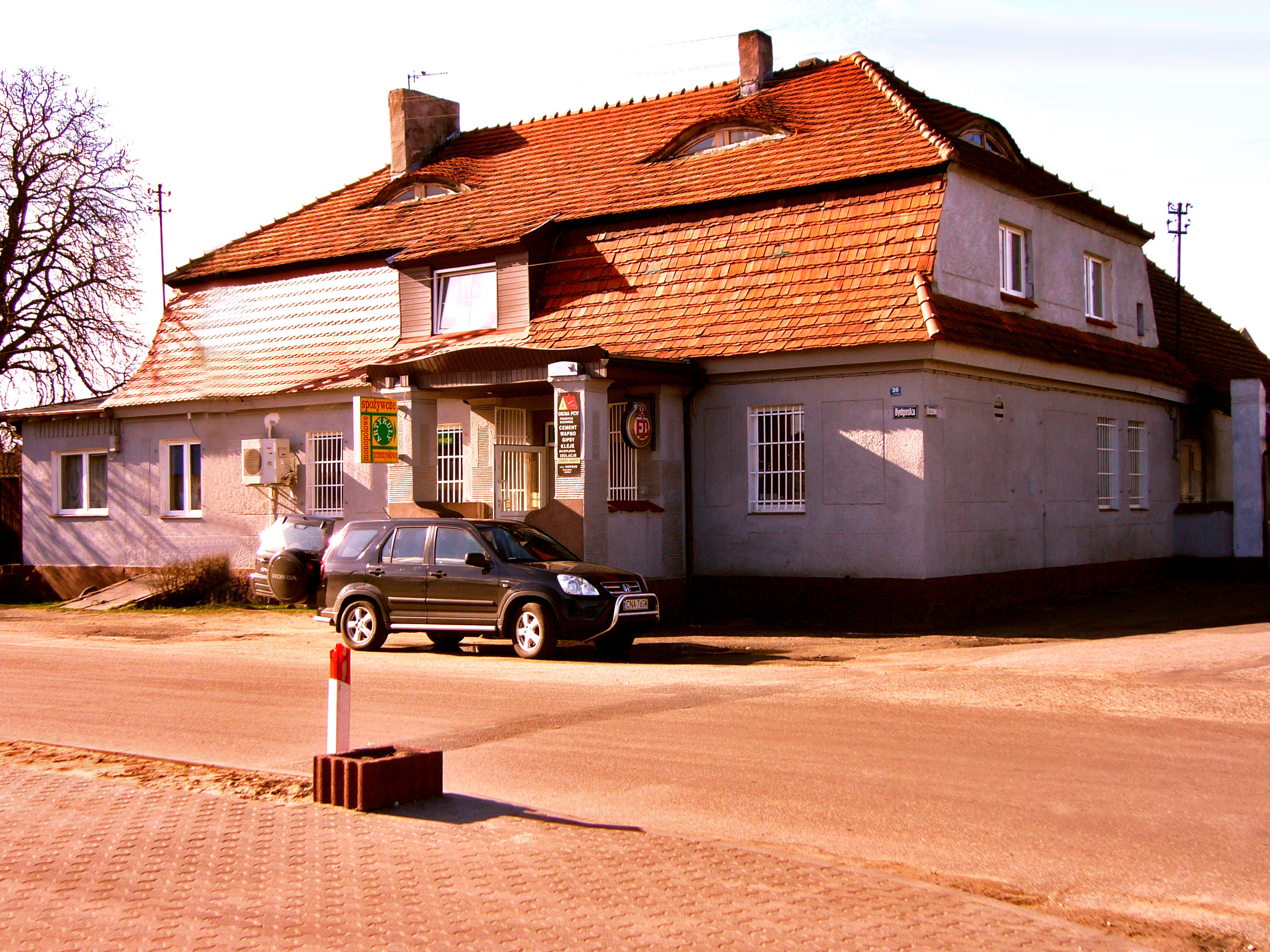
Budynek dawnej restauracji przy ul. Bydgoskiej

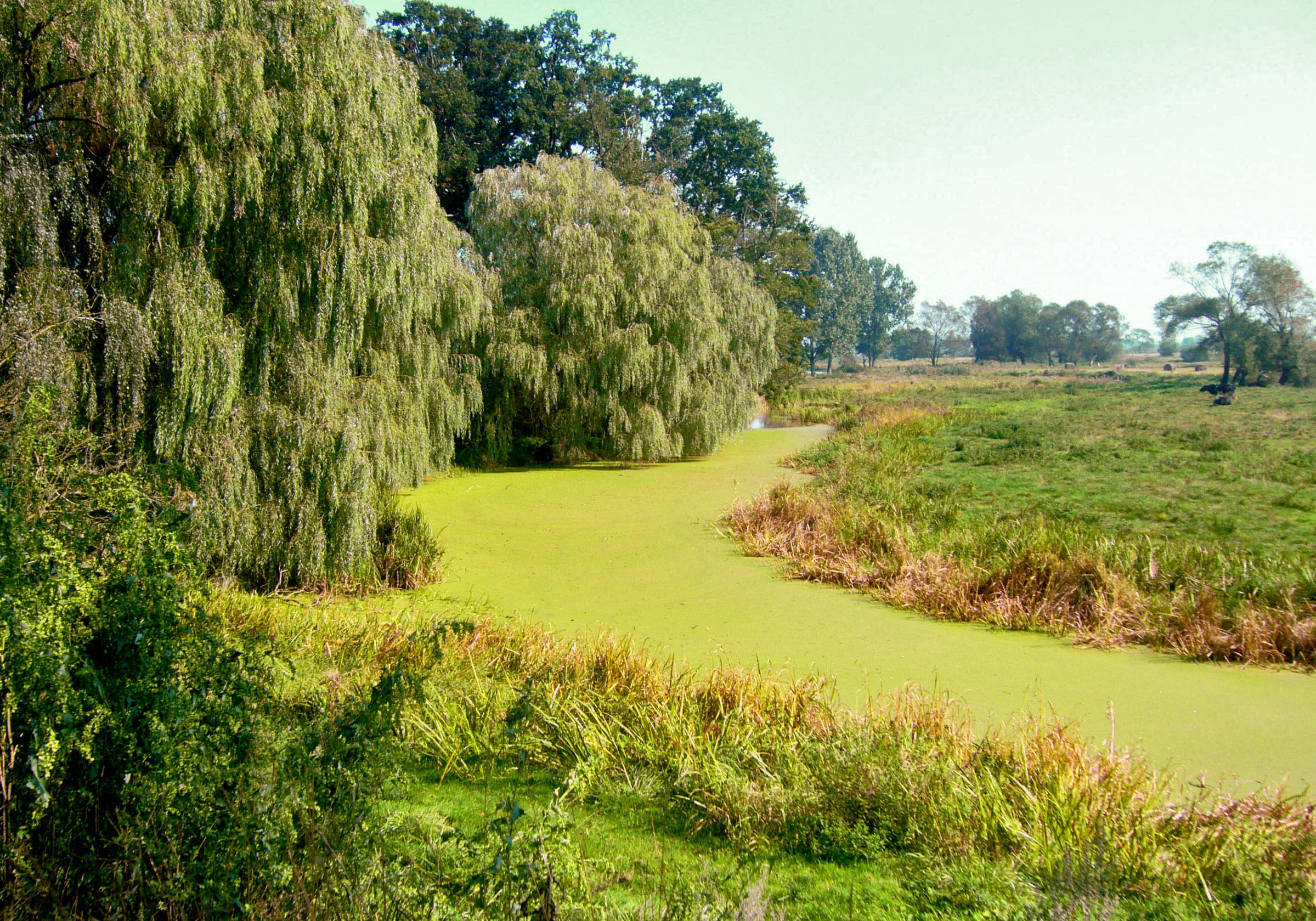
Odnoga Noteci w Turze

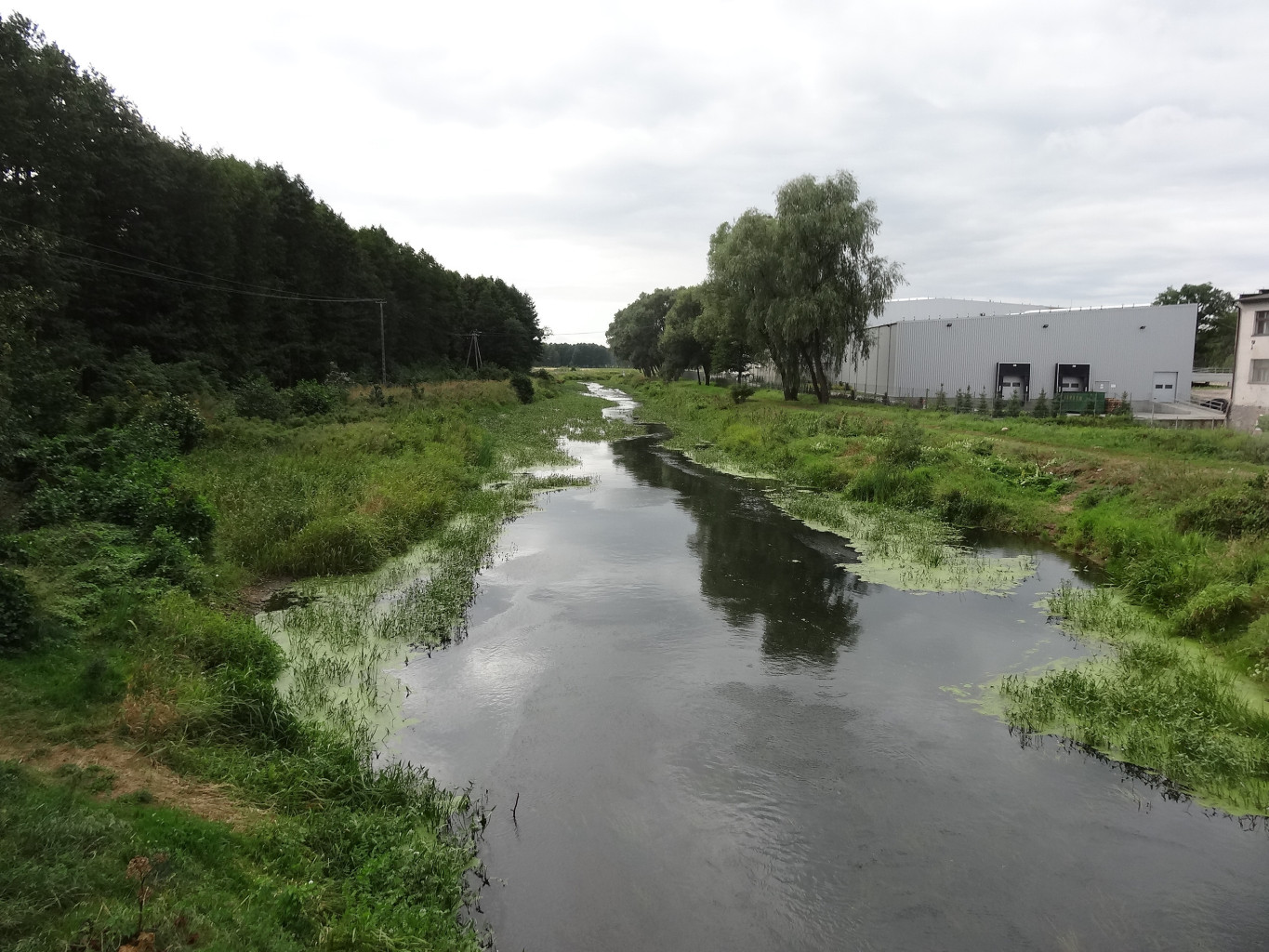
Widok z mostu

Tur (niem.: Thure, Thur, Thurmühle) – wieś w Polsce, położona w województwie kujawsko-pomorskim, w powiecie nakielskim, w gminie Szubin.

## Lokalizacja
Tur położony jest w województwie kujawsko-pomorskim, w powiecie nakielskim, w gminie Szubin. Usytuowany nad rzeką Noteć, 62 m n.p.m. Miejscowość znajduje się w północno-wschodniej części Pałuk, stanowiących część historycznej Wielkopolski. Tur jest oddalony o 20,5 km na zachód od centrum Bydgoszczy.

## Historia
U schyłku ostatniego zlodowacenia bałtyckiego w miejscu obecnej miejscowości płynęła na zachód ogromna Prawisła. Gdy wody nieco opadły, w dolinie pojawiły się bagna, rozlewiska, jeziora. Jedno z takich jezior sięgało do Turu (Jezioro Turskie). W czasach antycznych przez puszczę przebiegała jedna z nitek słynnego Szlaku Bursztynowego – z terenów Wielkopolski nad Bałtyk. Pierwsza wzmianka historyczna o Turze pochodzi z 1337 roku, kiedy król Kazimierz III Wielki zezwolił na przeprowadzenie przeprawy na rzece Noteć. Datę tę przyjmuje się jako datę powstania wsi. Nazwa miejscowości pochodzi od tura - wymarłego ssaka, żyjącego dawniej w okolicznych lasach.
Tur w okresie wczesnohistorycznym był osadą puszczańską, powstałą wśród bagien i oparzelisk na jednym z pagórków doliny rzeki Noteć, otoczoną lasami Puszczy Bydgoskiej, w pobliżu której znajdowało się nieistniejące dzisiaj Jezioro Turskie (3,5 km długości). Założona w wyniku kolonizacji, 3-krotnie miała przyznawane prawa miejskie. Po raz pierwszy zrobił to w roku 1539 król Zygmunt I Stary, później czynili to Zygmunt August (1549 r.) i Stefan Batory (1590 r.). W latach późniejszych Tur stanowił własność szlachecką. Po roku 1772, tj. znalezieniu się miejscowości w granicach Prus, nastąpił napływ osadników z Niemiec. W roku 1836 funkcjonowała tu kuźnia oraz warsztat mechaniczny. W XIX wieku, gdy Tur rozwijał się szczególnie intensywnie, istniało tu aż sześć mostów, dwa młyny i tyleż spichrzów, huta szkła (od roku 1842), tartak, restauracja, piekarnia, mleczarnia, bank spółdzielczy, wodospad i kąpielisko. Dawni gospodarze Turu spoczywają na starym, zaniedbanym cmentarzu ewangelickim przy ul. Bydgoskiej.
W latach 1812–1827 dobra Turu należały do ministra Księstwa Warszawskiego Stanisława Brezy. W późniejszym okresie majątek przeszedł w niemieckie ręce - w roku 1830 Tur stał się własnością Dawida Radeekiera, Niemca pochodzenia żydowskiego, zaś w latach 1837-1840 ustalił tu swoją rezydencję szczecinianin Friedrich Poll.
Podczas II wojny światowej, w latach 1941-1942 Niemcy urządzili tu obóz dla jeńców brytyjskich, wziętych do niewoli w rejonie Dunkierki w 1940 (podobóz Stalagu XXI B).
1 lipca 1984 została utworzona rzymskokatolicka parafia św. Stanisława Kostki.

## Demografia
W roku 1831 w Turze mieszkało 68 osób: 13 katolików i 55 ewangelików, natomiast w roku 1910 liczba mieszkańców sięgała już 800 osób. Według Narodowego Spisu Powszechnego (III 2011 r.) wieś liczyła 1085 mieszkańców. Jest czwartą co do wielkości miejscowością gminy Szubin.

## Zabytki
Istniejące współcześnie:
- kompleks budynków przemysłowych huty szkła istniejącej od 1846 roku (początki zakładu sięgają 1842 roku)
- Stary Dwór – budynek z kamienia polnego zbudowany z fundacji Dawida Radeekera w 1831 r.
- Nowy Dwór, z XVIII wieku (zwieńczony wysoką wieżą, częściowo zniszczoną podczas działań wojennych, nie zachowaną do dziś).
- neogotycki budynek starej szkoły, z 1905 roku, z addytywnie usadowioną kaplicą
- budynek dawnej restauracji na rogu ul. Bydgoskiej i ul. Brzozowej
- cmentarz ewangelicki z XIX w.[6]

Niezachowane:
- dwa młyny
- dwa spichlerze
- 3 kamienice (2 przy ul. Bydgoskiej, 1 na terenie parku)

## Kalendarium
- 1337 – pierwsza pisemna wzmianka o Turze w dokumencie, w którym król Kazimierz Wielki zezwolił na przeprowadzenie mostu przez Noteć
- 1539 – król Zygmunt I Stary nadaje osadzie prawa miejskie
- 1549 – powtórna próba lokacji za panowania Zygmunta Augusta
- 1590 – trzecia próba lokacji - nadanie praw miejskich przez Stefana Batorego
- 1655 – wkroczenie do Turu wojsk szwedzkich
- 1812 – jako ostatni Polak dobra Turu przejął sekretarz stanu, szambelan królewski, minister Księstwa Warszawskiego – hrabia Stanisław Breza
- 1813 – w Turze stacjonowały wojska napoleońskie uciekające spod Moskwy
- 1830 – Tur stał się własnością Niemca pochodzenia żydowskiego Dawida Radeekiera
- 1831 – budowa Starego Dworu
- 1837-1840 – w Turze swoją rezydencję ustalił szczecinianin Fridrich Poll
- 1846 – powstanie huty szkła
- 1919
  - podczas powstania wielkopolskiego w Turze sformował się oddział powstańczy pn. Tur pod dowództwem Franciszka Rucińskiego, podoficera armii pruskiej służącego wcześniej na froncie francuskim
  - odparcie pod Turem kontrofensywy niemieckiej
- 1939 – decyzja Niemców o zamknięciu szkoły oraz rozstrzelanie ówczesnego dyrektora Józefa Rumińskiego
- 1941-1942 – utworzenie w Turze obozu dla jeńców angielskich
- 1943-1944 – budowa osiedla domków dla uciekinierów znad Morza Czarnego, tzw. Berlinek
- 1945
  - 22 stycznia: wyzwolenie Turu przez Armię Czerwoną
  - 22 lutego: ostatnia walka dywersyjna z wojskami niemieckimi
  - marzec: w piwnicach poczty odnaleziono ukrywającego się żołnierza niemieckiego pochodzenia czeskiego, który ujawnił miejsca umieszczenia materiałów wybuchowych mających na celu zniszczenie najważniejszych obiektów w Turze
- 1956-1966 – budowa szkoły podstawowej oraz przychodni zdrowia
- 1978 – odsłonięcie tablicy upamiętniającej mord hitlerowców na przedwojennym dyrektorze szkoły Józefie Rumińskim
- 1984
  - 1 lipca: erygowanie kościoła pw. św. Stanisława Kostki
  - budowa osiedla leśnego oraz bloków przy ul. Hutniczej
- 2004 – ustanowienie regionalnego Święta Tura
- 2011 – budowa świetlicy, remizy strażackiej oraz Izby Muzealnej Szklany Tur

## Podział administracyjny
W latach 1975–1998 miejscowość położona była w województwie bydgoskim.